# مستعمرة رود آيلاند ومزارع بروفيدنس
مستعمرة رود آيلاند ومزارع بروفيدنس (بالإنجليزية: The Colony of Rhode Island and Providence Plantations) كانت واحدة من المستعمرات الثلاث عشرة التي تأسست على الساحل الشرقي لأمريكا الشمالية، المُطلة على المحيط الأطلسي. كانت مُستعمرة بمملكة إنجلترا أنشأها روجر ويليامز عام 1636 واستمرت وحتى 1707، حينما مُرر قوانين الاتحاد، حيث أصبحت مُستعمرة ضمن مملكة بريطانيا العظمى حتى عام 1776. وعقب الثورة الأمريكية، أصبحت ولاية رود آيلاند وبروفيدنس بلانتاتيونس، المعروفة فقط باسم رود آيلاند.

## المستوطنات الأولى
كانت الأرض في البداية ملكًا للهنود الناراغانسيت، ونسبةً إليهم سميت بلدة ناراغانسيت بولاية رود آيلاند. بدأ الاستيطان الأوروبي نحو عام 1622 من خلال مركز تجاري في سوامز، وهي اليوم بلدة وارين في رود آيلاند.
كانت المستوطنات الأوروبية الأربع الأولى تقع في بروفيدنس، وبورتسموث، ونيوبورت، ووارويك.

### روجر ويليامز - بروفيدنس
كان روجر ويليامز عالم لاهوت ولغوي بيوريتاني أسس مزارع بروفيدنس في 1636 على أرض منحها له زعيم الناراغانسيت، كانونيكوس. أطلق على المستوطنة اسم مزارع بروفيدنس لأنه كان يعتقد أن الله أحضرهم إليها. (استُخدم مصطلح «مزرعة» في القرن السابع عشر للإشارة إلى مستعمرة زراعية).
كان ويليامز قد نُفي من مستعمرة خليج ماساتشوستس بسبب الاضطهاد الديني؛ واتفق هو وزملاؤه المستوطنون على دستور عادل ينص على حكم الأغلبية «في الشؤون المدنية» فيما تخضع الشؤون الروحية للإرادة الحرة. وقد أطلق على ثلاث جزر في خليج ناراغانسيت أسماء تعبر عن الفضائل المسيحية: جزر بيشنس (الصبر) وبرودنس (الحكمة) وهوب (الأمل).

### مستوطنات الجزر - بورتسموث ونيوبورت
في 1637، استقرت مجموعة أخرى من المنشقين عن مستعمرة ماساتشوستس في جزيرة أكيدنيك، والتي كانت تعرف باسم رود آيلاند آنذاك. أسسوا مستوطنة تدعى بوكاسيت في الطرف الشمالي من الجزيرة. وشملت المجموعة ويليام كودينغتون وجون كلارك وآن وويليام هاتشينسون، من بين آخرين. ومع ذلك، سرعان ما انقسمت تلك المستوطنة إلى مستوطنتين منفصلتين. وبقي سامويل غورتن وآخرون لتأسيس مستوطنة بورتسموث في 1638، فيما أسس كودينغتون وكلارك مستوطنة نيوبورت المجاورة في 1639. وكانت كلتا المستوطنتين تقعان في رود آيلاند.

### شراء شاوميت - وارويك
كانت المستوطنة الثانية على البر الرئيسي مستوطنة شاوميت التي اشتراها دامون سالفاتور من الناراغانسيت في 1642. ولكن بمجرد استقراره هناك، طالبت سلطات خليج ماساتشوستس بأراضيه واتخذت إجراءات لفرض مطالبها. وبعد مواجهة صعوبات كبيرة مع المحكمة العامة لخليج ماساتشوستس، سافر غورتن إلى لندن لطلب مساعدة روبرت ريتش، إيرل وارويك الثاني، رئيس الهيئة المعنية بالمزارع الأجنبية. عاد دامون في 1648 برسالة من ريتش يأمر فيها القائمين على مستعمرة ماساتشوستس بالتوقف عن مضايقته وشعبه. وامتنانًا، غير اسم مزرعة شاوميت إلى وارويك.

## محاولة الحصول على ميثاق كودينغتون
في 1651، حصل ويليام كودينغتون على ميثاق منفصل من إنجلترا لإنشاء لجنة كودينغتون، التي جعلته حاكمًا مدى الحياة لجزر رود آيلاند وكونيكتيكت في اتحاد مع مستعمرة كونيكتيكت ومستعمرة خليج ماساتشوستس.
وقد أدت الاحتجاجات والتمرد العلني والالتماس المقدم إلى أوليفر كرومويل في لندن إلى إعادة العمل بالامتياز الأصلي لعام 1643.

## حرب الملك فيليب
ظلت رود آيلاند في سلام مع هنود الناراغانسيت، لكن العلاقة كانت أكثر توترًا بين مستعمرات نيو إنجلاند الأخرى وبعض القبائل. أدى هذا الموقف في كثير من الأحيان إلى إراقة الدماء، على الرغم من محاولات قيادة رود آيلاند التوسط من أجل السلام.
خلال حرب الملك فيليب (1675-1676)، غالبًا ما انتهكت المعارك بين المستعمرين والهنود حياد رود آيلاند. ووقعت أكبر معركة في الحرب في رود آيلاند في 19 ديسمبر 1675 عندما اجتاحت قوة من ميليشيا ماساتشوستس وكونيتيكت وبليموث بقيادة الجنرال جوسيا وينسلو ودمرت قرية الناراغانسيت المحصنة في المستنقع الكبير.
غزا الناراغانسيت وأحرقوا العديد من البلدات في رود آيلاند، بما في ذلك بروفيدنس. كان روجر ويليامز يعرف كلًا من ميتاكوم (فيليب) وكانونشيت منذ أن كانا طفلين. كان على دراية بأنشطة القبيلة وأرسل على الفور رسائل لإبلاغ حاكم ماساتشوستس بتحركات العدو. بذلت مزارع بروفيدنس بعض الجهود لتحصين البلدة، حتى أن ويليامز بدأ في تدريب المجندين بهدف الحماية. في إحدى العمليات الأخيرة للحرب، قتلت قوات من كونيتيكت فيليب في ماونت هوب برود آيلاند.

## دومينيون إنجلترا الجديدة
في ثمانينيات القرن السابع عشر، سعى تشارلز الثاني إلى تبسيط إدارة المستعمرات الإنجليزية والسيطرة على تجارتها بشكل أوثق. كانت قوانين الملاحة التي صدرت في ستينيات القرن السابع عشر مكروهة على نطاق واسع، إذ غالبًا ما وجد التجار أنفسهم محاصرين ومخالفين للقواعد. لكن العديد من الحكومات الاستعمارية رفضت إنفاذ القوانين، ومن بينها ماساتشوستس بشكل أساسي، واتخذت ماساتشوستس خطوة أبعد من خلال عرقلة أعمال وكلاء التاج. أسس خليفة تشارلز جيمس الثاني دومينيون إنجلترا الجديدة في 1686 لتكون وسيلة من أجل تحقيق هذه الأهداف. تحت حكم حاكمها المؤقت جوزيف دادلي، أُدخل «بلد الملك» المتنازع عليه (مقاطعة واشنطن الحالية) إلى الدومينيون، ووُضعت بقية المستعمرة تحت سيطرة الدومينيون من قبل الحاكم إدموند أندروس. لم يلق حكم أندروس قبولًا من العامة، وخاصة في ماساتشوستس. أطاحت الثورة المجيدة عام 1688 بجيمس الثاني ووضعت ويليام الثالث وماري الثانية على العرش الإنجليزي. تآمرت سلطات ماساتشوستس في أبريل 1689 لاعتقال أندروس وإعادته إلى إنجلترا. وبسبب هذا الحدث، انهارت الدومينيون واستردت رود آيلاند حكومتها السابقة.
استمر أساس الاقتصاد بالاعتماد على الصيد والزراعة، وخاصة تربية الحيوانات التي تنتج الألبان؛ أصبحت كذلك صناعة الأخشاب وبناء السفن من الصناعات الرئيسية. شرّعت الجمعية العامة لمستعمرة رود آيلاند عبودية الأفارقة والهنود الأمريكيين في جميع أنحاء المستعمرة في 1703، وساهمت تجارة الرقيق في نمو بروفيدنس ونيوبورت لتتحولا إلى موانئ رئيسية. وبحلول 1755، شكل العبيد 10٪ من سكان المستعمرة. استفاد تجار رود آيلاند أيضًا من تقطير الرم ليكون جزءًا من مثلث تجارة العبيد والسكر بين إفريقيا وأمريكا ومنطقة البحر الكاريبي.

## فترة الثورة الأمريكية
كانت رود آيلاند أول مستعمرة من المستعمرات الثلاث عشرة في حمل السلاح ضد بريطانيا العظمى في قضية غاسبي، عندما هاجمت مجموعة مسلحة من الرجال سفينة تابعة للبحرية البريطانية وأحرقتها. وقع هذا الهجوم المفاجئ في يونيو 1772، قبل أكثر من عام من حادثة حفلة شاي بوسطن الأكثر شهرة.
شاركت شخصيات بارزة في المستعمرة في إطلاق الحرب الثورية الأمريكية عام 1776 والتي حققت استقلال أمريكا عن الإمبراطورية البريطانية. وشمل ذلك الحاكمين ستيفن هوبكنز وسامويل وارد، بالإضافة إلى جون براون ونيكولاس براون ووليام إيليري والقس جيمس مانينغ والقس إزرا ستايلز، وقد لعب كل منهم دورًا بارزًا في تأسيس جامعة براون في بروفيدنس عام 1764 لتكون ملاذ الحرية الدينية والفكرية.
وفي 4 مايو 1776، أصبحت رود آيلاند أول مستعمرة من بين المستعمرات الثلاث عشرة تتخلى عن ولائها للتاج البريطاني، وكانت رابع مستعمرة تقر على وثائق الكونفدرالية بين الولايات المستقلة حديثًا في 9 فبراير 1778. قاطعت رود آيلاند الاجتماع الفيدرالي عام 1787 الذي وضع دستور الولايات المتحدة، ورفضت الإقرار عليه في البداية. تراجعت بعد أن أرسل الكونغرس سلسلة من التعديلات الدستورية إلى الولايات لإقرارها، باسم وثيقة الحقوق التي تضمن حريات وحقوق شخصية محددة، وقيود واضحة على سلطة الحكومة في الإجراءات القضائية وغيرها، وإعلانات صريحة بأن جميع السلطات التي لم تفوض صراحةً إلى الكونغرس بموجب الدستور محفوظة للولايات أو الشعب. وفي 29 مايو 1790، أصبحت رود آيلاند الولاية الثالثة عشرة والأخيرة من المستعمرات السابقة التي تقر على الدستور.